# 1. ŽNL Sisačko-moslavačka 2016./17.
Prvenstvo se igralo dvokružno. Prvenstvo je osvojila GŠNK Mladost Petrinja, te kroz kvalifikacije izborila promociju u viši rang. Iz lige su ispali NK Radnik Majur i NK Zrinski Odra Sisačka.

## Tablica
| Mj. | Klub                             | Sus. | Pobj. | Ner. | Por. | GR.    | Bod. |
| --- | -------------------------------- | ---- | ----- | ---- | ---- | ------ | ---- |
| 1.  | GŠNK Mladost Petrinja            | 30   | 22    | 4    | 4    | 69:17  | 70   |
| 2.  | NK TŠK 1932 Topolovac            | 30   | 18    | 6    | 6    | 69:34  | 60   |
| 3.  | NK Topusko                       | 30   | 19    | 2    | 9    | 86:51  | 59   |
| 4.  | NK Lekenik                       | 30   | 17    | 7    | 6    | 91:40  | 58   |
| 5.  | NK Metalac Sisak                 | 30   | 18    | 4    | 8    | 73:32  | 58   |
| 6.  | NK Voloder                       | 30   | 15    | 5    | 10   | 59:58  | 50   |
| 7.  | ŠNK Banovac Glina                | 30   | 14    | 4    | 12   | 51:38  | 46   |
| 8.  | NK Sokol Velika Ludina           | 30   | 14    | 4    | 12   | 68:58  | 46   |
| 9.  | NK BSK Budaševo                  | 30   | 13    | 7    | 10   | 53:61  | 46   |
| 10. | SNK Moslavac Popovača            | 30   | 13    | 6    | 11   | 56:44  | 45   |
| 11. | NK Frankopan Sisak               | 30   | 8     | 7    | 15   | 58:58  | 31   |
| 12. | NK Sloga-Maris Jazavica-Roždanik | 30   | 9     | 3    | 18   | 49:68  | 30   |
| 13. | NK Šartovac                      | 30   | 8     | 5    | 17   | 47:82  | 29   |
| 14. | NK Sokol Rajić                   | 30   | 9     | 1    | 20   | 54:95  | 28   |
| 15. | ŠNK Radnik Majur                 | 30   | 5     | 3    | 22   | 36:108 | 18   |
| 16. | NK Zrinski Odra Sisačka          | 30   | 4     | 0    | 26   | 23:98  | 12   |

## Rezultati
| NK Sloga-Maris Jazavica-Roždanik - NK Metalac Sisak 0:2 SNK Moslavac Popovača - GŠNK Mladost Petrinja 0:0 NK Šartovac - NK Zrinski Odra Sisačka 2:0 NK Lekenik - NK TŠK 1932 Topolovac 0:2 NK Frankopan Sisak - NK Sokol Velika Ludina 3:0 NK Topusko - NK Sokol Rajić 6:1 ŠNK Radnik Majur - NK Voloder 2:5 ŠNK Banovac Glina - NK BSK Budaševo 1:0  | NK Metalac Sisak - NK BSK Budaševo 4:0 NK Voloder - ŠNK Banovac Glina 2:2 NK Sokol Rajić - ŠNK Radnik Majur 4:1 NK Sokol Velika Ludina - NK Topusko 3:1 NK TŠK 1932 Topolovac - NK Frankopan Sisak 2:2 NK Zrinski Odra Sisačka - NK Lekenik 1:0 GŠNK Mladost Petrinja - NK Šartovac 6:0 NK Sloga-Maris Jazavica-Roždanik - SNK Moslavac Popovača 1:2  | SNK Moslavac Popovača - NK Metalac Sisak 0:3 NK Šartovac - NK Sloga-Maris Jazavica-Roždanik 3:2 NK Lekenik - GŠNK Mladost Petrinja 0:1 NK Frankopan Sisak - NK Zrinski Odra Sisačka 5:0 NK Topusko - NK TŠK 1932 Topolovac 2:3 ŠNK Radnik Majur - NK Sokol Velika Ludina 1:4 ŠNK Banovac Glina - NK Sokol Rajić 6:0 NK BSK Budaševo - NK Voloder 3:1 |
| NK Metalac Sisak - NK Voloder 1:2 NK Sokol Rajić - NK BSK Budaševo 2:2 NK Sokol Velika Ludina - ŠNK Banovac Glina 3:0 NK TŠK 1932 Topolovac - ŠNK Radnik Majur 4:0 NK Zrinski Odra Sisačka - NK Topusko 1:4 GŠNK Mladost Petrinja - NK Frankopan Sisak 1:0 NK Sloga-Maris Jazavica-Roždanik - NK Lekenik 0:0 SNK Moslavac Popovača - NK Šartovac 3:2  | NK Šartovac - NK Metalac Sisak 1:4 NK Lekenik - SNK Moslavac Popovača 3:2 NK Frankopan Sisak - NK Sloga-Maris Jazavica-Roždanik 3:2 NK Topusko - GŠNK Mladost Petrinja 2:0 ŠNK Radnik Majur - NK Zrinski Odra Sisačka 0:1 ŠNK Banovac Glina - NK TŠK 1932 Topolovac 2:1 NK BSK Budaševo - NK Sokol Velika Ludina 2:4 NK Voloder - NK Sokol Rajić 2:1  | NK Metalac Sisak - NK Sokol Rajić 8:0 NK Sokol Velika Ludina - NK Voloder 1:3 NK TŠK 1932 Topolovac - NK BSK Budaševo 0:1 NK Zrinski Odra Sisačka - ŠNK Banovac Glina 2:1 GŠNK Mladost Petrinja - ŠNK Radnik Majur 7:0 NK Sloga-Maris Jazavica-Roždanik - NK Topusko 0:4 SNK Moslavac Popovača - NK Frankopan Sisak 1:1 NK Šartovac - NK Lekenik 1:2 |
| NK Lekenik - NK Metalac Sisak 2:2 NK Frankopan Sisak - NK Šartovac 6:1 NK Topusko - SNK Moslavac Popovača 2:0 ŠNK Radnik Majur - NK Sloga-Maris Jazavica-Roždanik 0:2 ŠNK Banovac Glina - GŠNK Mladost Petrinja 2:1 NK BSK Budaševo - NK Zrinski Odra Sisačka 4:2 NK Voloder - NK TŠK 1932 Topolovac 4:3 NK Sokol Rajić - NK Sokol Velika Ludina 3:5  | NK Metalac Sisak - NK Sokol Velika Ludina 4:1 NK TŠK 1932 Topolovac - NK Sokol Rajić 3:0 NK Zrinski Odra Sisačka - NK Voloder 1:0 GŠNK Mladost Petrinja - NK BSK Budaševo 6:0 NK Sloga-Maris Jazavica-Roždanik - ŠNK Banovac Glina 2:3 SNK Moslavac Popovača - ŠNK Radnik Majur 5:0 NK Šartovac - NK Topusko 6:0 NK Lekenik - NK Frankopan Sisak 1:1  | NK Frankopan Sisak - NK Metalac Sisak 1:2 NK Topusko - NK Lekenik 2:0 ŠNK Radnik Majur - NK Šartovac 2:0 ŠNK Banovac Glina - SNK Moslavac Popovača 2:0 NK BSK Budaševo - NK Sloga-Maris Jazavica-Roždanik 3:1 NK Voloder - GŠNK Mladost Petrinja 3:2 NK Sokol Rajić - NK Zrinski Odra Sisačka 4:1 NK Sokol Velika Ludina - NK TŠK 1932 Topolovac 1:3 |
| NK Metalac Sisak - NK TŠK 1932 Topolovac 2:3 NK Zrinski Odra Sisačka - NK Sokol Velika Ludina 0:1 GŠNK Mladost Petrinja - NK Sokol Rajić 2:0 NK Sloga-Maris Jazavica-Roždanik - NK Voloder 1:2 SNK Moslavac Popovača - NK BSK Budaševo 3:2 NK Šartovac - ŠNK Banovac Glina 0:2 NK Lekenik - ŠNK Radnik Majur 12:0 NK Frankopan Sisak - NK Topusko 1:3 | NK Topusko - NK Metalac Sisak 3:2 ŠNK Radnik Majur - NK Frankopan Sisak 2:1 ŠNK Banovac Glina - NK Lekenik 0:3 NK BSK Budaševo - NK Šartovac 1:1 NK Voloder - SNK Moslavac Popovača 0:4 NK Sokol Rajić - NK Sloga-Maris Jazavica-Roždanik 4:0 NK Sokol Velika Ludina - GŠNK Mladost Petrinja 0:2 NK TŠK 1932 Topolovac - NK Zrinski Odra Sisačka 5:0  | NK Metalac Sisak - NK Zrinski Odra Sisačka 5:0 GŠNK Mladost Petrinja - NK TŠK 1932 Topolovac 1:0 NK Sloga-Maris Jazavica-Roždanik - NK Sokol Velika Ludina 5:2 SNK Moslavac Popovača - NK Sokol Rajić 3:1 NK Šartovac - NK Voloder 2:2 NK Lekenik - NK BSK Budaševo 7:0 NK Frankopan Sisak - ŠNK Banovac Glina 1:1 NK Topusko - ŠNK Radnik Majur 2:1 |
| ŠNK Radnik Majur - NK Metalac Sisak 2:1 ŠNK Banovac Glina - NK Topusko 3:1 NK BSK Budaševo - NK Frankopan Sisak 7:1 NK Voloder - NK Lekenik 2:5 NK Sokol Rajić - NK Šartovac 3:1 NK Sokol Velika Ludina - SNK Moslavac Popovača 2:2 NK TŠK 1932 Topolovac - NK Sloga-Maris Jazavica-Roždanik 4:3 NK Zrinski Odra Sisačka - GŠNK Mladost Petrinja 1:2  | NK Metalac Sisak - GŠNK Mladost Petrinja 1:0 NK Sloga-Maris Jazavica-Roždanik - NK Zrinski Odra Sisačka 4:2 SNK Moslavac Popovača - NK TŠK 1932 Topolovac 1:3 NK Šartovac - NK Sokol Velika Ludina 4:3 NK Lekenik - NK Sokol Rajić 6:0 NK Frankopan Sisak - NK Voloder 0:2 NK Topusko - NK BSK Budaševo 6:1 ŠNK Radnik Majur - ŠNK Banovac Glina 0:1  | ŠNK Banovac Glina - NK Metalac Sisak 1:2 NK BSK Budaševo - ŠNK Radnik Majur 2:0 NK Voloder - NK Topusko 2:1 NK Sokol Rajić - NK Frankopan Sisak 3:1 NK Sokol Velika Ludina - NK Lekenik 0:4 NK TŠK 1932 Topolovac - NK Šartovac 7:0 NK Zrinski Odra Sisačka - SNK Moslavac Popovača 0:2 GŠNK Mladost Petrinja - NK Sloga-Maris Jazavica-Roždanik 5:1 |
| NK Metalac Sisak - NK Sloga-Maris Jazavica-Roždanik 1:0 GŠNK Mladost Petrinja - SNK Moslavac Popovača 2:0 NK Zrinski Odra Sisačka - NK Šartovac 2:3 NK TŠK 1932 Topolovac - NK Lekenik 1:1 NK Sokol Velika Ludina - NK Frankopan Sisak 5:0 NK Sokol Rajić - NK Topusko 3:5 NK Voloder - ŠNK Radnik Majur 3:1 NK BSK Budaševo - ŠNK Banovac Glina 1:0  | NK BSK Budaševo - NK Metalac Sisak 0:0 ŠNK Banovac Glina - NK Voloder 0:0 ŠNK Radnik Majur - NK Sokol Rajić 4:2 NK Topusko - NK Sokol Velika Ludina 2:1 NK Frankopan Sisak - NK TŠK 1932 Topolovac 0:1 NK Lekenik - NK Zrinski Odra Sisačka 6:0 NK Šartovac - GŠNK Mladost Petrinja 1:1 SNK Moslavac Popovača - NK Sloga-Maris Jazavica-Roždanik 1:1  | NK Metalac Sisak - SNK Moslavac Popovača 1:0 NK Sloga-Maris Jazavica-Roždanik - NK Šartovac 3:0 GŠNK Mladost Petrinja - NK Lekenik 1:1 NK Zrinski Odra Sisačka - NK Frankopan Sisak 3:5 NK TŠK 1932 Topolovac - NK Topusko 2:1 NK Sokol Velika Ludina - ŠNK Radnik Majur 5:1 NK Sokol Rajić - ŠNK Banovac Glina 1:3 NK Voloder - NK BSK Budaševo 0:1 |
| NK Voloder - NK Metalac Sisak 0:0 NK BSK Budaševo - NK Sokol Rajić 4:0 ŠNK Banovac Glina - NK Sokol Velika Ludina 2:0 ŠNK Radnik Majur - NK TŠK 1932 Topolovac 0:0 NK Topusko - NK Zrinski Odra Sisačka 2:0 NK Frankopan Sisak - GŠNK Mladost Petrinja 0:1 NK Lekenik - NK Sloga-Maris Jazavica-Roždanik 2:2 NK Šartovac - SNK Moslavac Popovača 2:3  | NK Metalac Sisak - NK Šartovac 5:0 SNK Moslavac Popovača - NK Lekenik 2:0 NK Sloga-Maris Jazavica-Roždanik - NK Frankopan Sisak 1:0 GŠNK Mladost Petrinja - NK Topusko 1:0 NK Zrinski Odra Sisačka - ŠNK Radnik Majur 0:1 NK TŠK 1932 Topolovac - ŠNK Banovac Glina 1:0 NK Sokol Velika Ludina - NK BSK Budaševo 1:1 NK Sokol Rajić - NK Voloder 1:6  | NK Sokol Rajić - NK Metalac Sisak 2:0 NK Voloder - NK Sokol Velika Ludina 1:3 NK BSK Budaševo - NK TŠK 1932 Topolovac 4:4 ŠNK Banovac Glina - NK Zrinski Odra Sisačka 6:0 ŠNK Radnik Majur - GŠNK Mladost Petrinja 0:0 NK Topusko - NK Sloga-Maris Jazavica-Roždanik 2:1 NK Frankopan Sisak - SNK Moslavac Popovača 0:0 NK Lekenik - NK Šartovac 4:1 |
| NK Metalac Sisak - NK Lekenik 1:3 NK Šartovac - NK Frankopan Sisak 3:1 SNK Moslavac Popovača - NK Topusko 4:3 NK Sloga-Maris Jazavica-Roždanik - ŠNK Radnik Majur 6:3 GŠNK Mladost Petrinja - ŠNK Banovac Glina 2:0 NK Zrinski Odra Sisačka - NK BSK Budaševo 0:2 NK TŠK 1932 Topolovac - NK Voloder 2:1 NK Sokol Velika Ludina - NK Sokol Rajić 6:0  | NK Sokol Velika Ludina - NK Metalac Sisak 2:2 NK Sokol Rajić - NK TŠK 1932 Topolovac 0:1 NK Voloder - NK Zrinski Odra Sisačka 5:1 NK BSK Budaševo - GŠNK Mladost Petrinja 0:2 ŠNK Banovac Glina - NK Sloga-Maris Jazavica-Roždanik 5:2 ŠNK Radnik Majur - SNK Moslavac Popovača 2:5 NK Topusko - NK Šartovac 6:0 NK Frankopan Sisak - NK Lekenik 0:1  | NK Metalac Sisak - NK Frankopan Sisak 2:1 NK Lekenik - NK Topusko 5:4 NK Šartovac - ŠNK Radnik Majur 5:2 SNK Moslavac Popovača - ŠNK Banovac Glina 1:0 NK Sloga-Maris Jazavica-Roždanik - NK BSK Budaševo 3:0 GŠNK Mladost Petrinja - NK Voloder 1:0 NK Zrinski Odra Sisačka - NK Sokol Rajić 0:2 NK TŠK 1932 Topolovac - NK Sokol Velika Ludina 1:0 |
| NK TŠK 1932 Topolovac - NK Metalac Sisak 1:3 NK Sokol Velika Ludina - NK Zrinski Odra Sisačka 4:2 NK Sokol Rajić - GŠNK Mladost Petrinja 1:4 NK Voloder - NK Sloga-Maris Jazavica-Roždanik 2:0 NK BSK Budaševo - SNK Moslavac Popovača 2:1 ŠNK Banovac Glina - NK Šartovac 0:0 ŠNK Radnik Majur - NK Lekenik 2:3 NK Topusko - NK Frankopan Sisak 7:3  | NK Metalac Sisak - NK Topusko 1:2 NK Frankopan Sisak - ŠNK Radnik Majur 10:1 NK Lekenik - ŠNK Banovac Glina 2:1 NK Šartovac - NK BSK Budaševo 1:2 SNK Moslavac Popovača - NK Voloder 0:1 NK Sloga-Maris Jazavica-Roždanik - NK Sokol Rajić 2:1 GŠNK Mladost Petrinja - NK Sokol Velika Ludina 5:1 NK Zrinski Odra Sisačka - NK TŠK 1932 Topolovac 1:5 | NK Zrinski Odra Sisačka - NK Metalac Sisak 0:5 NK TŠK 1932 Topolovac - GŠNK Mladost Petrinja 1:2 NK Sokol Velika Ludina - NK Sloga-Maris Jazavica-Roždanik 3:1 NK Sokol Rajić - SNK Moslavac Popovača 5:3 NK Voloder - NK Šartovac 3:2 NK BSK Budaševo - NK Lekenik 2:6 ŠNK Banovac Glina - NK Frankopan Sisak 0:3 ŠNK Radnik Majur - NK Topusko 3:3 |
| NK Metalac Sisak - ŠNK Radnik Majur 6:2 NK Topusko - ŠNK Banovac Glina 3:1 NK Frankopan Sisak - NK BSK Budaševo 1:1 NK Lekenik - NK Voloder 8:1 NK Šartovac - NK Sokol Rajić 4:3 SNK Moslavac Popovača - NK Sokol Velika Ludina 1:2 NK Sloga-Maris Jazavica-Roždanik - NK TŠK 1932 Topolovac 0:4 GŠNK Mladost Petrinja - NK Zrinski Odra Sisačka 5:1  | GŠNK Mladost Petrinja - NK Metalac Sisak 2:0 NK Zrinski Odra Sisačka - NK Sloga-Maris Jazavica-Roždanik 1:2 NK TŠK 1932 Topolovac - SNK Moslavac Popovača 1:1 NK Sokol Velika Ludina - NK Šartovac 3:0 NK Sokol Rajić - NK Lekenik 6:2 NK Voloder - NK Frankopan Sisak 3:3 NK BSK Budaševo - NK Topusko 1:1 ŠNK Banovac Glina - ŠNK Radnik Majur 5:1  | NK Metalac Sisak - ŠNK Banovac Glina 3:1 ŠNK Radnik Majur - NK BSK Budaševo 2:4 NK Topusko - NK Voloder 6:1 NK Frankopan Sisak - NK Sokol Rajić 4:1 NK Lekenik - NK Sokol Velika Ludina 2:2 NK Šartovac - NK TŠK 1932 Topolovac 1:1 SNK Moslavac Popovača - NK Zrinski Odra Sisačka 6:0 NK Sloga-Maris Jazavica-Roždanik - GŠNK Mladost Petrinja 1:4 |

## Kvalifikacije za 4. nogometnu ligu Središte Zagreb
15. lipnja 2017.: NK Stubica Donja Stubica - GŠNK Mladost Petrinja 0:2
18. lipnja 2017.: GŠNK Mladost Petrinja - NK Stubica Donja Stubica 5:1
U 4. nogometnu ligu Središte Zagreb se plasirala GŠNK Mladost Petrinja.